# Osteospermum barberae
Osteospermum barberae es una especie de planta floral del género Osteospermum, tribu Calenduleae, familia Asteraceae. Fue descrita científicamente por (Harv.) T. Norl.
Se distribuye por Grecia y Sudáfrica (al este de la provincia del Cabo).